# شيلاندر السفلي (سيد جمال الدين)
شیلاندر السفلی (بالفارسية: شیلاندر سفلی) هي قرية تقع في إيران في قسم سید جمال الدین الريفي. يقدر عدد سكانها بـ 79 نسمة .